# Clusiaceae
Famille
Classification APG III (2009)
Synonymes
- Cambogiaceae Horan., 1834[1]
- Garciniaceae Bartl., 1830[1]
- Guttiferae Juss., 1789[1]

Les Clusiaceae ou Guttiferae (en français Clusiacées ou Guttifères) sont une famille de plantes à fleurs dicotylédones de l'ordre des Malpighiales. Elle comprend un millier d'espèces réparties en près de 40 genres (en incluant les Hypericaceae).
Cette famille qui renferme aussi bien des plantes herbacées, que des lianes, des arbustes et des arbres, est cosmopolite des zones tempérées à tropicales.

## Étymologie
Le nom vient du genre Clusia nommé, par le botaniste Charles Plumier (1646-1704), en l’honneur du médecin et botaniste français Carolus Clusius, Charles de l’Écluse (1526-1609), un des plus célèbres du XVIe siècle. Créateur de l’Hortus Botanicus de Leyde (Pays-Bas) un des premiers jardins botaniques du monde. Il fut pionnier dans l'horticulture et notamment initiateur de la culture de la tulipe (Tulipa, Liliaceae) aux Pays-Bas.
Le nom guttifère vient du latin gutta, goutte, et fero, porter, car la plupart des plantes de cette famille produisent de la gomme-gutte, encore appelé résine gutte ou jaune du Cambodge, pigment jaune tirant sur l'orangé.

## Classification
La classification phylogénétique a déplacé cette famille dans l'ordre des Malpighiales.
Ainsi cette famille a beaucoup changé entre la classification classique de Cronquist (1981) et la classification phylogénétique APG III (2009), certains genres furent répartis dans 3 familles, d'autres ayant encore une classification incertaine :
- Calophyllaceae : Calophyllum, Caraipa, Clusiella, Endodesmia (en), Haploclathra (en), Kayea, Kielmeyera[note 1], Lebrunia (de), Mahurea, Mammea, Marila (en), Mesua, Neotatea (en)[note 2], Poeciloneuron (en) ;

- Clusiaceae : Ascyrum Mill, 1754, Oedematopus (synonyme de Clusia), Pilosperma (synonyme de Clusia) ;

- Hypericaceae : Ascyrum L., 1753, Cratoxylon, Eliaea (en) ou  Eliea, Harungana, Hypericum, Psorospermum, Sanidophyllum, Santomasia (pt), Thornea (pt), Triadenum, Vismia ;

- Incertae sedis :  Havetia, Havetiopsis, Quapoya, Rheedia (es).

## Liste des genres
Selon Angiosperm Phylogeny Website (11 décembre 2016) :
- Allanblackia Bentham
- Chrysochlamys Poepp.
- Clusia L.
- Dystovomita (Engler) D'Arcy
- Garcinia L.
- Lorostemon Ducke
- Montrouziera Planchon & Triana
- Moronobea Aublet
- Pentadesma Sabine
- Platonia Martius
- Symphonia L. f.
- Thysanostemon Maguire
- Tovomita Aublet
- Tovomitopsis Planchon & Triana

Selon NCBI (11 décembre 2016) :
- tribu Clusieae
  - Chrysochlamys
  - Clusia
  - Dystovomita
  - Tovomita
  - Tovomitopsis
- tribu Garcinieae
  - Allanblackia
  - Garcinia
- tribu Symphonieae
  - Lorostemon
  - Montrouziera
  - Moronobea
  - Pentadesma
  - Platonia
  - Symphonia
- incertae sedis
  - Havetia
  - Havetiopsis
  - Ochrocarpos (en)
  - Oedematopus
  - Quapoya
  - Rheedia
  - Tripetalum

Selon ITIS (11 décembre 2016) :
- Clusia L.
- Garcinia L.
- Pentadesma Sabine
- Platonia Mart.